# Topsentia salomonensis
Topsentia salomonensis är en svampdjursart som först beskrevs av Arthur Dendy 1922.  Topsentia salomonensis ingår i släktet Topsentia och familjen Halichondriidae.
Artens utbredningsområde är Seychellerna. Inga underarter finns listade i Catalogue of Life.